# Bellesa del Treball
Bellesa del Treball (en alemany: Schönheit der Arbeit) va ser una organització de propaganda del Tercer Reich des del període de 1934 fins a la seva eventual dissolució el 1945. Una de les seves principals funcions va ser el disseny del lloc de treball i l'embelliment de l'entorn de treball alemany. Dissenyada inicialment com una maquinària de propaganda, va treballar bilateralment amb la seva organització homòloga Força a través de l'Alegria (en alemany: Kraft durch Freude, KdF) per a aconseguir un apaivagament general de la població.  L'organització va fer campanya a favor d'una perfecció de la neteja, una higiene millorada, indumentària de treball adequada, més vestuaris, més armaris, millor aire i menys soroll a les fàbriques i altres llocs de treball. Aquesta organització va ser una de les moltes àrees que van conformar el sindicat nazi, el Front Alemany del Treball (Deutsche Arbeitsfront, DAF) i va ser dirigida per Albert Speer.
Campanyes com la lluita contra el soroll i la bona ventilació en el lloc de treball li van donar al govern dirigit per Adolf Hitler la capacitat d'estimular la productivitat en el lloc de treball mentre que, simultàniament, instal·laven un sentit de comunitat i una major cordialitat entre el règim totalitari i la població alemanya.